# صبغي متماثل

صورة لنمط نووي، خلية بشرية ضعفانية تحتوي 22 زوجا من الصبغيات المتماثلة وزوجان من الصبغيات الجنسية، للخلية زوج من كل كروموسوم؛ واحد من الأب والآخر من الأم ولهذه الصبغيات نفس الجينات في نفس المواضع الصبغية، لكن ربما أليلات مختلفة.

زوج صبغيات متماثل أو صِبغِيّان متماثلَان أو كروموسومان متماثلان أو كروموسومات متمائلة (بالإنجليزية: Couple of Homologous chromosomes)‏ هو زوج صبغيات أحدهما من الأب والآخر من الأم يرتبطان مع بعض داخل الخلية عند التخصيب. لدى الصبغيات المتماثلة نفس الجينات في نفس الموضع الصبغي حيث يوفران نقاطا على طول كل كروموسوم تسمح لزوج الكروموسومات بالاصطفاف مع بعض بشكل صحيح قبل أن ينفصلا خلال الانقسام المنصف. هذا هو أساس "الوراثة المندلية" الذي يصف أنماط وراثة الموروث الجيني من كائن حي إلى الخلية النامية لنسله في زمن ومكان معين.

## نظرة عامة
الكروموسومات عبارة عن ترتيب خطي لدنا مكثف وبروتينات الهستون، ومعا يشكلان مركبا يسمى الكروماتين. تتشكل الكروموسومات المتماثلة من زوج كروموسومات له نفس الطول تقريبا، نفس موضع القسيم المركزي، نفس نمط التلوين، وجينات في نفس الموضع الكروموسومي. يتم توارث أحد الكروموسومات من الأم والآخر من الأب وبعد حدوث الانقسام المنصف يكون لدى الخلايا البنت العدد الصحيح من الجينات، وهو مزيج من جينات الأبوين. يتكون الجينوم لدى الكائنات الضعفانية (ثنائية الصيغة الصبغية) من مجموعة من أزواج الكروموسومات المتماثلة، وبالمقارنة مع الكائنات رباعية الصيغة الصبغية فهي تملك مجموعة مكونة من زوج مضاعف من كل الأزواج الكروموسومية المتماثلة. يمكن أن تختلف الأليلات في الصبغيات المتماثلة وهو ما يُنتِج أنواعا مختلفة من الأنماط الظاهرية من نفس الجينات. يتعزز هذا المزيج من صفات الأب والأم بواسطة التعابر الكروموسومي أثناء الانقسام المنصف أين يتم تبادل أطوال قطع دنا بين الكروموسومين في زوج الكروموسومات المتماثلة.

## تاريخ
في بداية القرن العشرين كان وليام باتسون وريجينالد بونيت يدرسان الوراثة الجينية ولاحظا أن توليفات بعض الأليلات تظهر بشكل متواتر أكثر من الآخرى، ثم قام توماس مورغان بالبحث في هذه المعلومة أكثر مستخدما تجارب تزاوج اختباري واكتشف أنه بالنسبة لأحد الأبوين؛ تتحرك أليلات الجينات مع بعضها على طول الكروموسوم، واستنتج باستخدام هذا المنطق أن الجينين الذين كان يدرسهما يقعان في كروموسومات متماثلة. لاحقا في عقد 1930 كان هارييت كريتون وباربرا مكلنتوك يدرسان الانقسام المنصف في خلايا الذرة ويفحصان مواقع الجينات في الكروموسوم ليكتشفا أن توليفات الأليل الجديد موجودة لدى النسل وأن عملية التعابر كان لها علاقة مباشرة. وقد أثبت هذا عملية التأشيب الجيني بين الكروموسومات.

## بنية
إن الصبغيات المتماثلة هي صبغيات تحتوي على المورثات ذاتها، وبالترتيب ذاته على طول الأذرع الصبغية. وهناك خاصيتان تميزان الصبغيات المتماثلة: طول الأذرع الصبغية وتموضع القطعة المركزية.
إن الطول الفعلي للذراع، وبناءً على مواقع المورثات، عاملٌ مهم في خلق اصطفاف صحيح. وتُقسم الصبغيات وفقاً لموقع القطعة المركزية إلى: وسطية السنترومير وتحت وسطية السنترومير وطرفية السنترومير وذيلية السنترومير. ويعد هذان العاملان (أي طول الذراع وتموضع القطعة المركزية) أساسيين في خلق بنية متماثلة بين الصبغيات. لذا إن وجد صبغيان متماثلان في البنية، سيجتمعان معاً ليشكلا صبغياتٍ متماثلة.
تختلف الصبغيات المتماثلة عن الكروماتيدات الشقيقة، فلا تكون الأولى (أي الصبغيات المتماثلة) متطابقة ولا تنتج من الكائن ذاته. أما الثانية فتنتج عن تضاعف الحمض النووي الريبوزي منقوص الأكسجين، لذا تكون الكروماتيدات متطابقة.

### عند الإنسان
يمتلك الإنسان 46 صبغياً مقسماً إلى 22 زوج من الصبغيات الجسمية، وزوج واحد إضافي وهو الصبغيات الجنسية X وY. فإن تألف الزوج الأخير من الصبغيات X أوY، فلن تكون أزواج الصبغيات متماثلة بسبب الاختلاف الكبير في الحجم ومحتوى المورثات.
تحتوي الأزواج الـ 22 من الصبغيات المتماثلة على الجينات ذاتها، لكنها تتضمن اختلافات في الشيفرة الوراثية في الأليلات، مما يكسب الكائن صفاتٍ مختلفة. حيث يرث الكائن مجموعتين من الصبغيات: واحدة من أمه وأخرى من والده. أي يمتلك البشر مجموعتين من الصبغيات المتماثلة في كل خلية، لذا يُطلق عليهم اسم الكائنات الضعفانية.

## الوظائف
تُعد الصبغيات المتماثلة مهمة في عمليتي الانقسام المنصف والمتساوي، وتسمح هذه الصبغيات في تخليق توافقات جينية جديدة وفصل المادة الوراثية القادمة من الأم والأب لخلق خلايا جديدة.

### في الانقسام المنصف
ينتج عن هذا الانقسام 4 خلايا فردانية تحتوي كل واحدة منها على نصف عدد الصبغيات القادمة من خلايا الوالدين. أي ينفخض عدد الصبغيات في الخلية الجنسية إلى النصف عند انفصال الصبغيات المتماثلة في الانقسام المنصف الأول، ثم فصل الكروماتيدات الشقيقة في الانقسام المنصف الثاني. وتعد عملية الانقسام المنصف الأول أطول نسبياً من الانقسام المنصف الثاني، حيث تستغرق عملياتٌ كنسخ الكروماتين، وتوجيه وفصل الصبغيات المتماثلة وعملية التشابك الصبغي وقتاً أطول. تنتج عملية تخليق توافقات جينية جديدة (عن طريق الفصل العشوائي) بالإضافة إلى عملية العبور خلايا ابنة جديدة تحتوي على تراكيب مختلفة عن الشيفرة الوراثية للأب والأم. لذا يفيد تخليق توافقات جينية جديدة في إنتاج أزواجٍ أليلية جديدة ويضيف اختلافات وراثية إلى الكائنات الحية. حيث يسمح هذا الاختلاف الوراثي بجعل الكائنات أكثر توازناً، ويعطي مجالاً واسعاً من الصفات الوراثية، والتي تسمح بدورها بحدوث الانتقاء الطبيعي.

#### الطور التمهيدي الأول
تصطف الصبغيات بحيث يتجاور كل صبغين متماثلين في الطور التمهيدي الأول من الانقسام المنصف. ويكون الـ DNA أو الحمض النووي الريبزوي منقوص الأكسجين قد نُسخ مسبقاً، لذا يحوي كل صبغي على كروماتيدين متطابقين متحدين في السنترومير. وتقترن الصبغيات المتماثلة مع بعضها خلال دور الاقتبال في الطور التمهيدي الأول، ويحدث هذا الاقتران نتيجة عملية تشابك صبغي بواسطة بروتين يدعى المعقد المشبكي الخيطي. يساعد هذا المعقد الصبغيات المتماثلة أثناء العبور ويقيها من الانفصال ويبقيها متصلة حتى بدء الطور الانفصالي.
يحدث عبور الجينات –وهو أحد الأنواع التي تساهم في تخليق توافقات جينية جديدة –خلال مرحلة التثخن في الطور التمهيدي الأول. ويحدث في مرحلة العبور تبادل بين المورثات نتيجة تحطم واتحاد أجزاء متماثلة من أطوال الصبغيات. تدعى منطقة العبور بالـ “تصالبة”، وتربط بدورها بين الصبغيات المتماثلة عند العبور، وتبقيها متصلة خلال مرحلة الانفصال. تساهم جميع عمليات التخليق وإعادة التركيب الجيني هذه (سواء كانت تشمل العبور أم لا) في إصلاح ضرر الـ DNA الطبيعي. يتفكك المعقد المشبكي الخيطي في مرحلة التضاعف ضمن الطور الأول، مما يسمح للصبغيات المتماثلة بالانفصال، بينما تبقى الكروماتيدات الشقيقة متصلة في السنترومير.

#### الطور الاستوائي الأول
في هذا الطور من الانقسام المنصف الأول، تصطف أزواج الصبغيات المتماثلة، والتي تعرف أيضاً باسم الرباعيات أو ثنائيات التكافؤ، بترتيب عشوائي على طول الجهاز المغزلي. وتلك طريقة أخرى لتمثيل الاختلاف الوراثي. ينشأ الجهاز المغزلي من اتصال الأقطاب المغزلية المتواجهة مع كل زوجٍ من الكروماتيدات الشقيقة في الحيز الحركي.

#### الطور الانفصالي الأول
تبدأ الصبغيات المتماثلة بالانفصال عن بعضها في هذا الطور من الانقسام المنصف الأول. وتنفصل هذه الصبغيات مطلقة الكوهيزين المسؤول عن التصاق أذرع الصبغيات المتماثلة [7]. تتحرر بالتالي التصالبات وتنتقل الصبغيات إلى الأقطاب المعاكسة في الخلية. أي انفصلت الصبغيات المتماثلة بهذه العملية عشوائياً مكونة خليتين ابنتين، واللتان ستتعرضان بدورهما إلى الانقسام المنصف الثاني لإنتاج 4 خلايا جنسية.

#### الانقسام المنصف الثاني
بعد انفصال رباعيات الصبغيات المتماثلة في الانقسام المنصف الأول، ينفصل الآن كل زوج من الكروماتيدات الشقيقة. ويتقلص عدد الصبغيات المتماثلة إلى النصف بعد الانقسام، فبدلاً من وجود مجموعتين من الصبغيات سابقاً، أصبحت كل مجموعة الآن موجودة في خليتين ابنتين مختلفتين نشأت كل واحدة من الخلية الأب الثنائية نتيجة الانقسام المنصف الأول. لذا تخضع الخليتين الابنتين الآن إلى انقسام جديد في هذا الطور بدون أن يحدث نسخٌ للصبغي. تنفصل أيضاً الكروماتيدات الشقيقة الموجودة في الخليتين الابنتين خلال الطور الانفصالي الثاني عن طريق خيوط المغزل النووية، مما يؤدي لنشوء 4 خلايا ابنة فردانية.

#### الانقسام الخيطي
لا تعمل الصبغيات المتماثلة في الانقسام الخيطي بنفس الطريقة التي تعمل بها في الانقسام المنصف. حيث تنسخ الصبغيات نفسها في الخلية الأب قبل حدوث الانقسام الخيطي، وتكرر هذه العملية في جميع الخلايا. ولا تقترن الصبغيات المتماثلة في الخلية ولا يحدث في هذه الحالة تخليق توافقات جينية جديدة، بل تصطف الكروماتيدات الشقيقة على طول الجهاز المغزلي ثم تنفصل بالطريقة ذاتها التي تنفصل بها في الانقسام المنصف الثاني. ولا يؤدي العبور الحاصل بين الكروماتيدات الشقيقة في الانقسام الخيطي إلى إنتاج أي شكلٍ من الأنماط الجينية المؤشبة.

## المشاكل
هناك عواقب عدة تترتب على انفصال الصبغيات بشكل خاطئ، فقد يؤدي ذلك إلى مشاكل عديدة كالعقم أو العيوب الخلقية والسرطانات، وقد يصل الأمر إلى وفاة الجنين. لذا تعد الآلية الصحيحة لاقتران والتصاق الصبغيات المتماثلة لدى الكائنات الحية أمراً مهماً جداً في تجانس الشريط الوراثي.

### عدم الانقسام
يعد الانقسام السليم للصبغيات المتماثلة في الانقسام المنصف الأول عاملاً مهماً وأساسياً أيضاً في انقسام الكروماتيدات الشقيقة خلال الانقسام المنصف الثاني. ويُعرف فشل هذه العملية أو حدوث أخطاء فيها باسم “عدم الانقسام”. وهناك نوعان لعدم الانقسام هذا: التثلث الصبغي والأُحاد الصبغي. فوجود صبغي إضافي في اللاقحة (البيضة الملقحة) مقارنة بالعدد الطبيعي يؤدي لحدوث التثلث الصبغي (أي عدد إحدى الصبغيات 3 بدلاً من 2). وإن حدث هذا الانقسام غير المتساوي في الانقسام المنصف الأول، فلن تملك الخلايا الابنة توزعاً صبغياً صحيحاً مما سيسبب آثاراً سلبية جداً (كمتلازمة داون مثلاً). وقد يحدث الانقسام غير المتساوي خلال الانقسام المنصف الثاني أيضاً، ستنتج عن هذه الحالة خلايا ابنة طبيعية وخلايا أخرى مشوهة.